# Miami PanAm International 2008
Die Miami PanAm International 2008 im Badminton fanden vom 16. bis zum 19. April 2008 in Miami statt.

## Sieger und Platzierte
| Disziplin    | Gold                              | Silber                              | Bronze                             |
| ------------ | --------------------------------- | ----------------------------------- | ---------------------------------- |
| Herreneinzel | Kevin Cordón                      | Christian Lind Thomsen              | Matthieu Lo Ying Ping              |
| Herreneinzel | Kevin Cordón                      | Christian Lind Thomsen              | Jeff Tho                           |
| Dameneinzel  | Claudia Rivero                    | Cristina Aicardi                    | Leisha Cooper                      |
| Dameneinzel  | Claudia Rivero                    | Cristina Aicardi                    | Erin Carroll                       |
| Herrendoppel | Daniel Gouw Chandra Kowi          | José Antonio Crespo Guilherme Pardo | Nicholas Jinadasa Ted Shear        |
| Herrendoppel | Daniel Gouw Chandra Kowi          | José Antonio Crespo Guilherme Pardo | Matthieu Lo Ying Ping Lenaic Luong |
| Damendoppel  | Tania Luiz Eugenia Tanaka         | Cristina Aicardi Claudia Rivero     | Katherine Winder Claudia Zornoza   |
| Damendoppel  | Tania Luiz Eugenia Tanaka         | Cristina Aicardi Claudia Rivero     | Pat Beckford Tamiko Foster         |
| Mixed        | Andrés Corpancho Cristina Aicardi | Martín del Valle Katherine Winder   | Lenaic Luong Ruth Menchaca         |
| Mixed        | Andrés Corpancho Cristina Aicardi | Martín del Valle Katherine Winder   | Jean Brice Montagnon Shannon Pohl  |